# Gräberfeld von Boviken-Skellefteå
Das Gräberfeld von Boviken-Skellefteå liegt zwischen Skellefteå und Kåge in Västerbottens län in Schweden. Das Gräberfeld besteht aus sechs Rösen. Die größte hat einen Durchmesser von etwa 20,0 m. Die Rösen liegen auf einem Moränenzug unmittelbar östlich der Europastraße 4.

Gräberfeld von Boviken
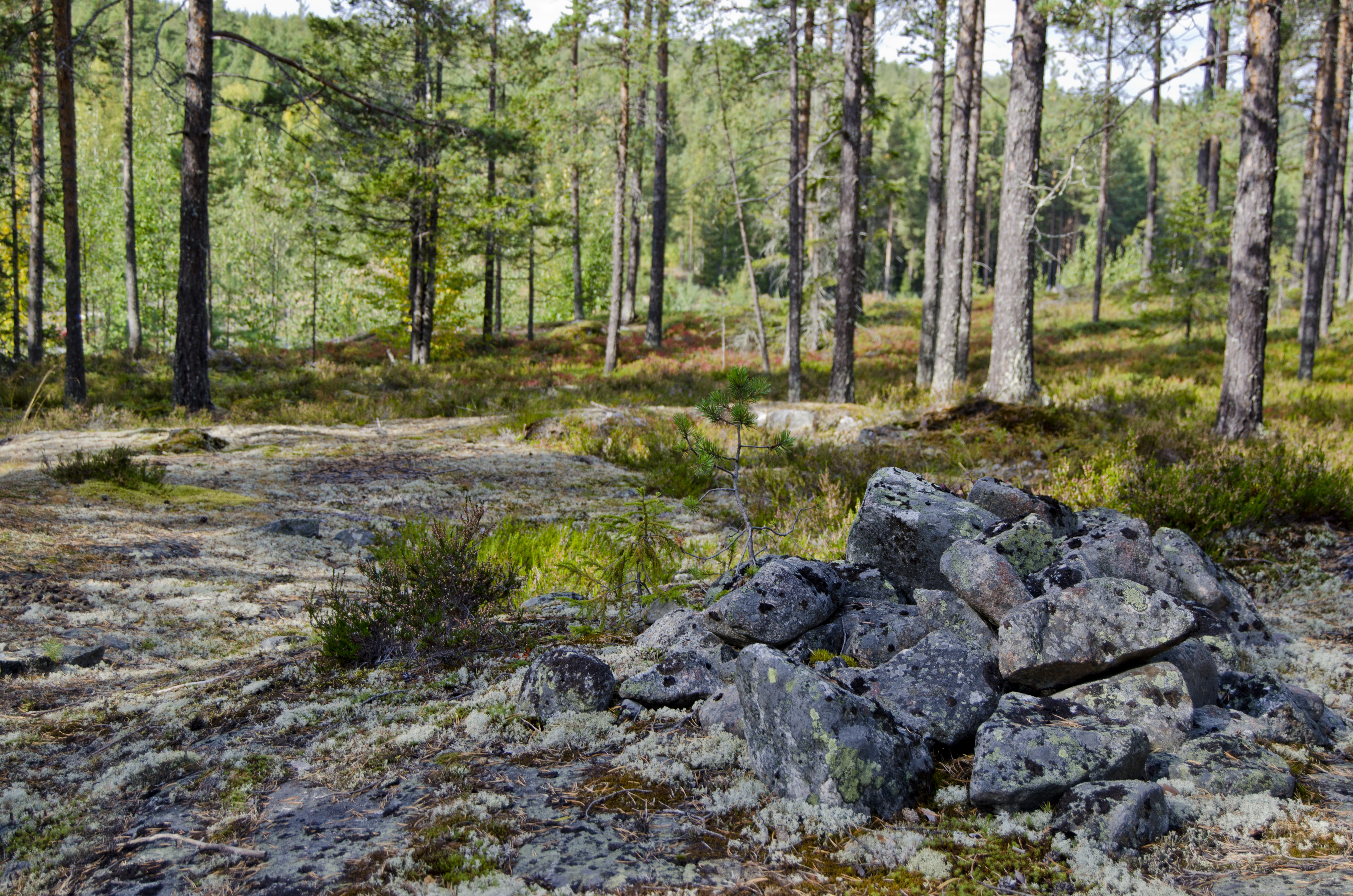
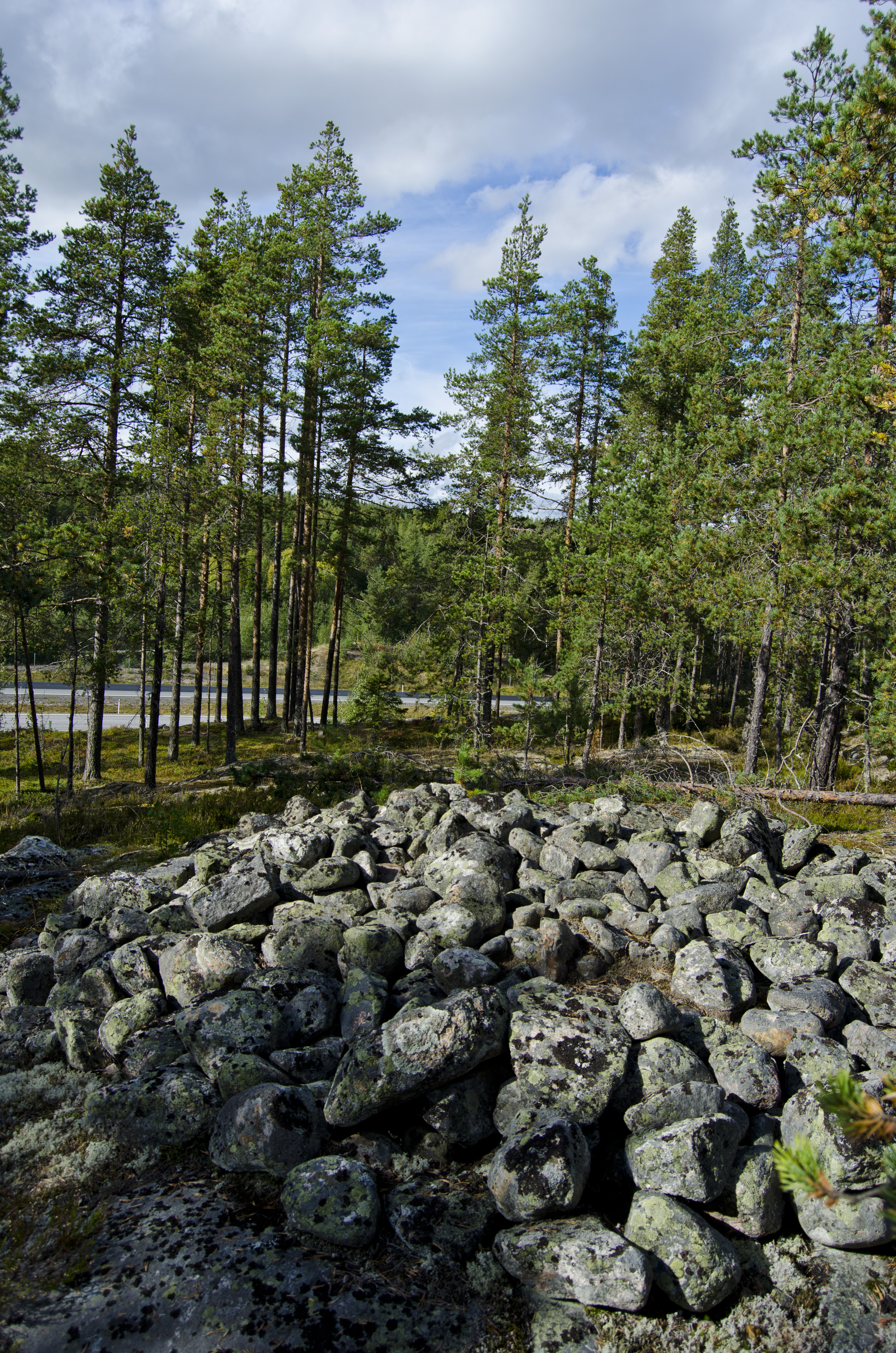
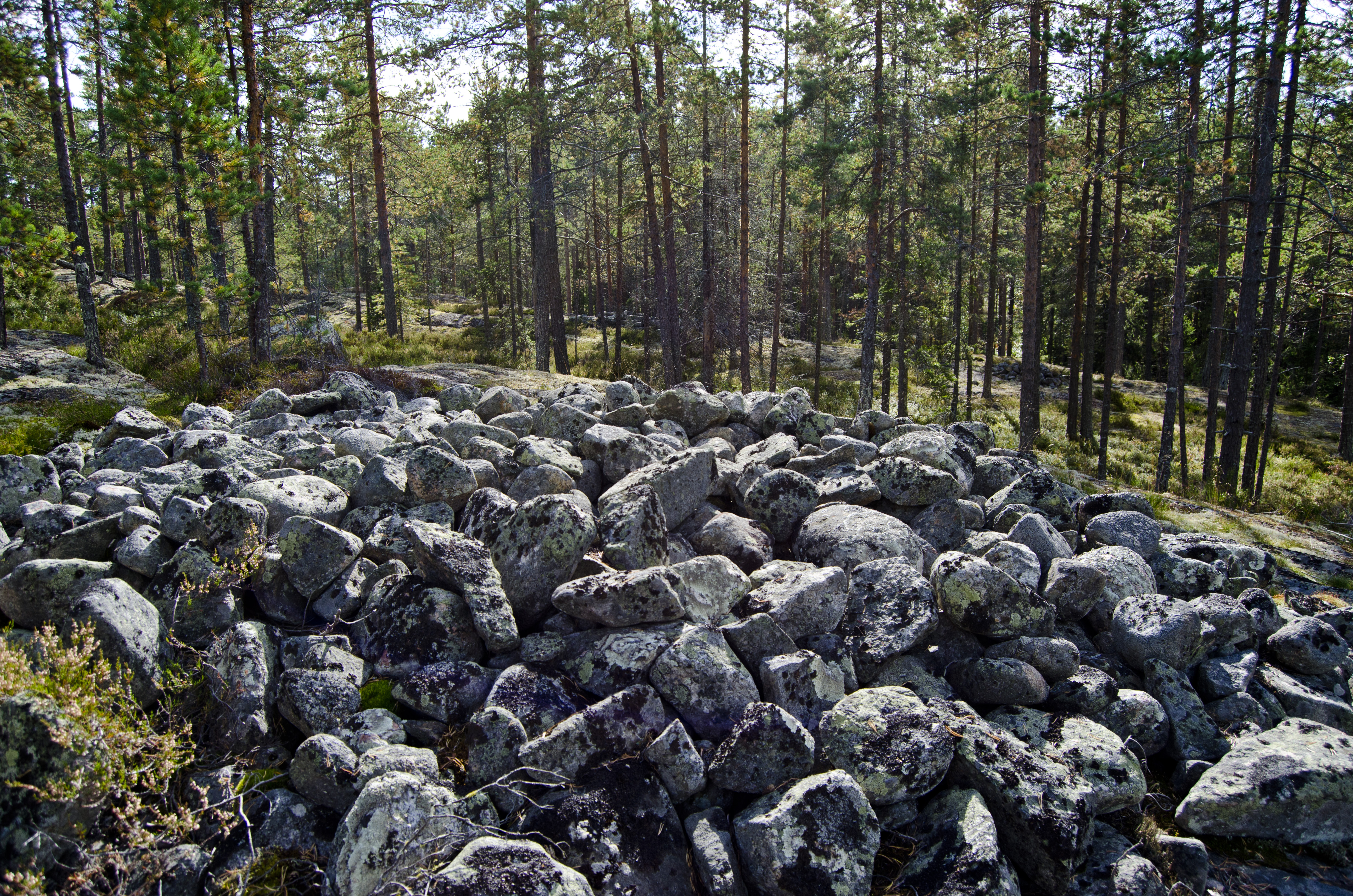